# Fight Music
«Fight Music» (также известен как «Flight Music») сингл рэп-группы D12 из их дебютного альбома, Devil’s Night, выпущен в 2001 году.
В основной части тематикой песни являются насилие и уличные бои (за исключением двух куплетов: у Bizarre это куплет про оральный секс с его бабушкой, у Эминема это куплет про подростков и влияние этой и других песен группы и самого рэпера на молодёжь). Песня была спродюсирована Dr. Dre.

## Музыкальное видео
В начале видео появляется рэпер Ice-T, который рассказывает о влиянии разных стилей хип-хопа, начало видео является отсылкой к фильму Воины, также некоторые строки, которые упоминаются в видео также дословно взяты из фильма. В качестве камео выступили рэперы Fat Joe и Оби Трайс.
Существует две версии видео, «Clean» и «Explicit». В «Explicit» версии начинается с Ice-T, который говорит о музыкальных стилях, строчка «Вы умеете считать, сосунки?», которая на Английском звучит так «Can you count, suckers?», была сокращена. Кроме того, Эминем начинает припев в городском автобусе, а не с остальными участниками D12 на улице, как было показано на «Clean» версии. Также на «Clean» был слегка изменён текст. Большая часть видео была снята в Кони-Айленд, район Бруклин.

## Список композиций
CD сингл
| №  | Название                            | Автор(ы)                                                                                   | Семпл(ы)                                  | Длительность |
| -- | ----------------------------------- | ------------------------------------------------------------------------------------------ | ----------------------------------------- | ------------ |
| 1. | «Fight Music» (produced by Dr. Dre) | A. Young, D. Porter, D. Holton, M. Mathers, M. Elizondo, O. Moore, R. Johnson, V. Carlisle | * Содержит семпл из Kashmir, Led Zeppelin | 4:58         |

## Чарты
| Чарт (2001)                      | Высшая позиция |
| -------------------------------- | -------------- |
| Australian Singles Chart         | 27             |
| Austrian Singles Chart           | 61             |
| Belgian Singles Chart (Flanders) | 31             |
| Belgian Singles Chart (Wallonia) | 40             |
| Netherlands Singles Chart        | 34             |
| German Singles Chart             | 38             |
| Irish Singles Chart              | 16             |
| Swiss Singles Chart              | 51             |
| UK Singles Chart                 | 11             |